# Сельчук Байрактар
Се́льчук Байракта́р (тур. Selçuk Bayraktar; нар. 7 жовтня 1979) — турецький інженер, підприємець, технічний директор і співвласник компанії «Baykar», зять президента Туреччини Реджепа Тайїпа Ердогана.

## Життєпис
Народився в 7 жовтня 1979 року. Батько — Оздемір Байрактар, засновник і власник компанії «Baykar Makina», яка займається розробками в авіаційно-космічної галузі, виробляє робототехніку та системи управління, а також безпілотні літальні апарати.
Сельчук Байрактар закінчив Стамбульський технічний університет в 2002 році. Має ступінь магістра Пенсільванського університету і Массачусетського технологічного інституту.Доктор наук Технологічного інституту Джорджії.
Отримав широку популярність в травні 2016 року, взявши участь в об'єднаних військово-тренувальних навчаннях в Ізмірі, де компанія «Baykar Makina» представила свою нову розробку: розвідувальний безпілотний літальний апарат «Bayraktar TB2». За рішенням начальника Головного штабу Збройних сил Туреччини Хулусі Акара, даний БПЛА був прийнятий на озброєння турецької армії.
Грає ключову роль в розробці і виробництві нових безпілотних літальних апаратів своєї компанії.
Засудив повномасштабне вторгнення Росії в Україну і заявив про підтримку Криму та України.
The Wall Street Journal стверджує що Байрактар може стати наступним президентом Туреччини.
Одружений з дочкою президента Туреччини Ердогана — Сюмеє Ердоган. Він також має ліцензію пілота.

## Патенти
- Система автоматичного зльоту-посадки літальних апаратів (Турецький патентний інститут 2015/07928)
- Електромеханічна система сервоприводів, спосіб управління, який може виявити зміну робочих умов (Турецький патентний інститут 2015/14111)
- Потрійна система резервного керування польотом (Турецький патентний інститут Ref: PT2015-00693)
- Пристрій ЕКГ (Турецький патентний інститут Ref: PT2015-00693)

## Нагороди
- Орден «Карабах» (2021)[6]